# Allerheiligenkapelle (Regensburg)

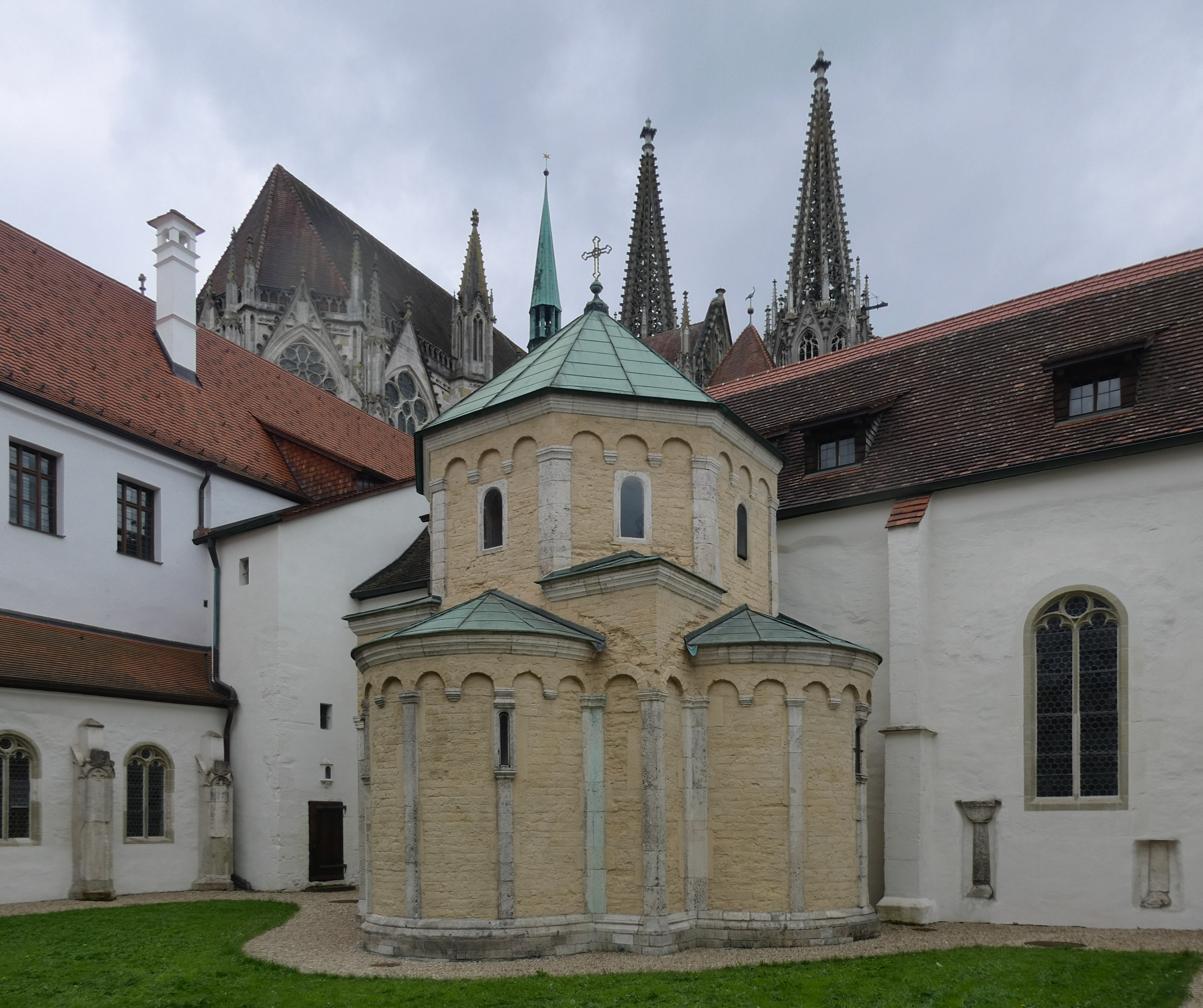
Allerheiligenkapelle im Regensburger Domkreuzgang von Nord-Osten

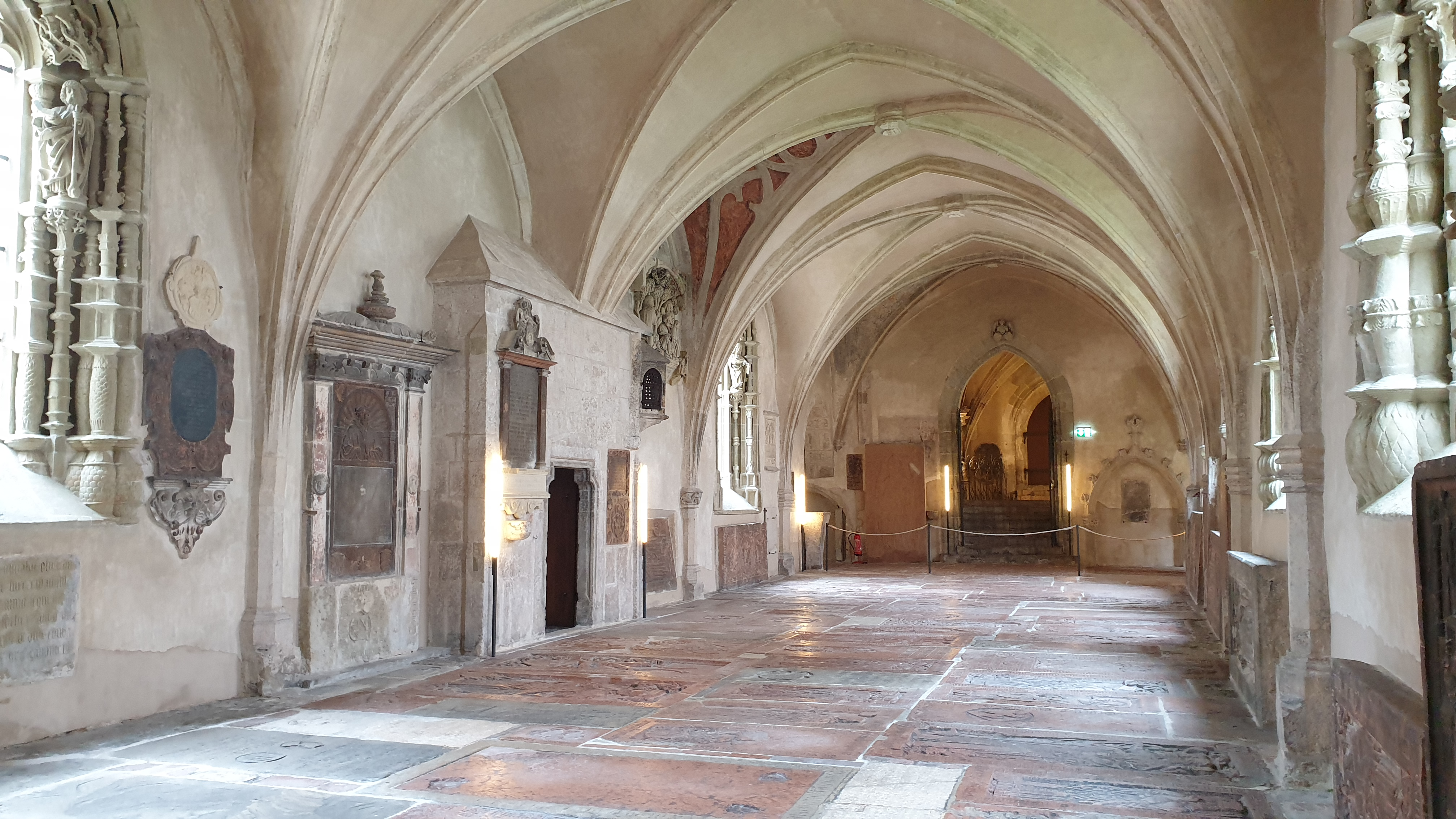
Zugang vom Domkreuzgang

Die Allerheiligenkapelle ist ein kleiner Bau am Kreuzgang des Regensburger Doms und diente als Mausoleum des Bauherrn Bischof Hartwig II. von Spanheim. Er ließ sich als erster Bischof von Regensburg nicht mehr im Kloster Sankt Emmeram bestatten. Die Kapelle ist um die Mitte des 12. Jahrhunderts datiert, da Bischof Hartwig 1164 starb.

## Romanische Ausmalung
Die Allerheiligenkapelle gehört zu den wenigen Kirchenräumen des 12. Jahrhunderts, die ihre ursprüngliche Ausstattung ohne wesentlich spätere Hinzufügungen bewahrt haben. Das Thema der Malereien ist das Allerheiligenoffizium, was vor allem aus früheren Schriftbändern erkennbar ist. Die Reste der Inschriften lassen sich heute nicht mehr zu Texten zusammenfassen und werden deshalb als blinde Schriftbänder bezeichnet, welche die getrennten Raumkörper miteinander zu verbinden scheinen.
Die Allerheiligenkapelle besteht aus einem himmlischen Teil, dem Oktogontambour und der Kuppel, und einem irdischen Teil, der Sockelzone und den Konchen. In allen Bereichen findet eine Wechselwirkung zwischen Malerei und Architektur statt. Die Malerei ist somit Bestandteil der Architektur.

### Kuppel und Tambour
Die Darstellung der himmlischen Hierarchie mit Christus als Weltenherrscher in der Kuppel folgt nicht völlig konsequent dem Thema der Apokalypse aus dem Allerheiligenoffizium. Das apokalyptische Lamm in der Mitte fehlt. Christus ist von einer Art Radspeichen mit acht Engeln umgeben.
Die Fenster darunter sind von Ornamentstreifen aus herzförmigen Palmetten umgeben. In den Laibungen des östlichen Tambourfensters sind drei Martyrien versinnbildlicht, die durch den schlechten Erhaltungszustand der Malerei nicht mehr vollständig zu identifizieren sind. In den weiteren Fensterlaibungen treten Gruppen von drei Heiligen auf, die mit der Inschrift Fides, Spes und Karitas, die Bedingungen des Aufstiegs zur Seligkeit, gekennzeichnet waren.
Unter den Fenstern befinden sich Medaillons mit nimbenlosen Brustbildern. Sie tragen zepterartige Gegenstände, die in einer Scheibe enden und in ähnlicher Form bei Herrscherdarstellungen in der damaligen lokalen Buchmalerei vorkommen. Sie sollen Personifikationen der irdischen Macht darstellen.

### Ostkonche
In der Ostkonche steht zwischen den Fenstern der Engel des Jüngsten Gerichts auf der Sonnenscheibe und befiehlt den Engeln über den vier Enden der Welt, die Winde zurückzuhalten, bis die Knechte Gottes, also die zwölf Stämme Israels, gezeichnet seien. Von dem großen Sonnenengel gehen zwei Schriftbänder aus mit Offb 7,3  in Latein. Zu Füßen der Engel liegt ein Bündel gewellter Linien als Stilisierung der Winde. Die vier Windengel schweben zwischen Himmel und Erde und vermitteln zwischen diesen beiden Ebenen.
In der Sockelzone befindet sich ein gemalter Vorhang in nahezu modellierender Wiedergabe des Faltenwurfes. Der Saum wirkt so, als wäre er an Nägeln befestigt. Darüber ist ein Mäanderfries dargestellt.

### Seitenkonchen
In den beiden Seitenkonchen thronen zwei weibliche gekrönte Gestalten über den Fenstern und sind von stehenden Figuren umgeben. Beide Figuren haben einen Nimbus und sind gegenüber ihren Nachbarfiguren überdimensioniert dargestellt. Hinter ihren Köpfen teilt sich ein Spruchband, das von der Taube des heiligen Geistes über der Nord- und einem Brustbild Christi über der Südkonche ausgeht. Die weiteren Figuren sind durch ihre Kleidung mit Mantel und Tunika als Vertreter der weltlichen Macht zu identifizieren.